# Крис Сейбин
Джон Хартър (на английски: Josh Harter), по-известен под името Крис Сейбин (на английски: Chris Sabin) е американски професионален борец, работещ за WWE. Той прави появи и в японската промоция Pro Wrestling ZERO1-MAX, където държи ZERO-1 MAX International Lightweight Tag Team титлите заедно с партньора си, Алекс Шели, с когото той образува отбора Motor City Machine Guns, понякога наричан и Murder City Machine Guns.

## Кариера
Хартър започва да тренира за борец в Мичиган в училището NWA Great Lakes Pro. След като училището среща трудности, той пътува в Уиндзор, Онтарио и започва да тренира под Скот Д’Амор и „Невероятния“ N8 Матсън в училището по борба Can-Am Wrestling School. Той дебютира през 2000 г., след четири месеца тренировки под името Крис Сейбин, в промоцията на Д’Амор – Border City Wrestling и започва да се състезава и в независими промоции в Мичиган.

### Независими кръгове
На 25 август 2006 г., в Зала Кораукен на шоу на ZERO-1 MAX, Сейбин и Алекс Шели стават ZERO-1 MAX International Lightweight Tag Team шампиони, побеждавайки бившите шампиони Икуто Хидака и Минору Фуджита. Оттогава, независимата промоция Pro Wrestling Guerrilla започва да ги използва като отбор и Сейбин и Шели получават няколко мача за отборните титли на PWG, но губят шанса си да спечелят титлите.
Сейбин и Шели участват и в шоуто на Ring of Honor – Good Times, Great Memories, изправяйки се срещу Джей и Марк Бриско за титлите по двойки на ROH в мач, обявен за кандидат за мач на годината, но губят мача.

### Total Nonstop Action Wrestling (2003 г.)

#### 2003 – 2004
Сейбин се присъединява към Total Nonstop Action Wrestling през 2003 г. като heel и печели титлата на Х дивизията. Неговото царуване приключва три месеца по-късно, когато я губи от Майкъл Шейн в първия в историята на кеча Ultimate X мач, състоял се на 20 август.
На 3 септември, Сейбин (вече като babyface), печели турнира TNA 2003 Super X Cup, ставайки номер едно претендент за Х титлата. Той си връща титлата на 7 януари 2004 г., побеждавайки Шейн, Кристофър Даниелс и Low-Ki във втория Ultimate X мач. Титлата обаче бива овакантена на 26 март 2004 г., след като Сейбин получава контузия на коляното.
Когато се завръща от контузията, Сейбин взема участие в World X Cup турнира през май 2004 г., влизайки в Отбор САЩ, заедно с Джери Лин (капитан на отбора), Кристофър Даниелс и Еликс Скипър. На 26 май, Отбор САЩ побеждава Отбор Мексико, Отбор Канада и Отбор Япония в двучасово PPV, състоящо се от разнообразие от мачове. Във финалния мач, Крис Сейбин влиза в Ultimate X мач срещу капитаните на Мексико и Канада – Хектор Гарса и Пити Уилямс. Той ги побеждава, сваляйки червения Х от пресечените над ринга кабели.
В остатъка на 2004 г., Сейбин се състезава за Х титлата. Той печели още един Ultimate X мач на 9 ноември, печелейки и мач срещу Пити Уилямс. По време на подготовката за мача им, Сейбин е представен като единствения, който може да контрира патента на Уилямс – Канадския Унищожител, със собствената си хватка – Cradle Shock. На Turning Point 2004 обаче, Уилямс успява да запази титлата си с помощта на металек бокс. Сейбин получава още един шанс за титлата на 16 януари в шоутоFinal Resolution 2005]], този път в поредния Ultimate X мач срещу Уилямс и AJ Стайлс. Уилямс и Сейбин достигат първи титлата върху кабелите, но докато се борят за нея, Стайлс отскача от въжетата и им я отнема, печелейки мача.

#### 2005 – 2006
През 2005 г., Сейбин враждува с Майкъл Шейн, вече състезаващ се под името Мат Бентли. През септември, той започва вражда и срещу Шокър, но тя е спряна бързо, след като Шокър не успява да се върне от Мексико за мача им на 11 септември, на Unbreakable.
През 2006 г., Сейбин се състезава в отбор със Сонджей Дът и това му носи голям успех. Двамата побеждават Отбор Канада в турнир за определянето на следващите претенденти за титлите по двойки. На Against All Odds, Сейбин и Дът се изправят срещу Крис Харис и Джеймс Сторм (America's Most Wanted) в мач за световните титли по двойки на NWA, но губят мача. На 11 март, Сейбин побеждава Алекс Шели и Сонджей Дът в троен мач, за да представлява САЩ в International X Division Showcase мач, включващ четири участника от различни държави. Същият мач квалифицира Сейбин в Отбор TNA (или Отбор САЩ) за предстоящия World X Cup турнир. По-късно същия месец, Сейбин влиза в болница след тежко сътресение, получено в мач в промоцията Northeast Wrestling (NEW) на 25 март в Бристол, Кънектикът. Излиза, след като минава през скенер. Джери Лин определя Сейбин за капитан на Отбор TNA за предстоящия турнир. Той побеждава Пума от Отбор Мексико в единичния кръг на турнира, а на 18 май в епизод на iMPACT!, Сейбин се изправя срещу капитанът на Отбор Канада – Пити Уилямс в мач за определянето на тазгодишния победител. Сейбин побеждава Уилямс и Отбор САЩ печели World X купата за втори пореден път.
На 1 юни 2006 г., Сейбин нахлува в ринга, за да спаси Джей Литал от нападащите го Алекс Шели и Кевин Неш. Неш, чиято цел по това време е да унищожи Х дивизията, започва да избягва Крис Сейбин, но двамата все пак получават мач на Slammiversary 2006, където Неш печели след намеса на Шели.
Сейбин трябва да се изправи срещу Неш във финален мач между двамата на Hard Justice 2006, победителят от който става претендент за Х титлата. Неш обаче получава непотвърдена контузия на врата ден преди шоуто и негов заместник става Алекс Шели, който бива победен от Сейбин. Сейбин влиза в история за рекламирането на излезлия тогава филм Jackass: Number Two заедно с Джей Литал и Сонджей Дът, като тримата имитират изпълнения от филма. Сенши (Low-Ki), тогавашният Х шампион, не одобрява детинщината им и побеждава Сейбин в мача им за титлата, въпреки че тримата опитват да разиграят и него. На 22 октомври 2006 г., на Bound for Glory 2006, Сейбин се изправя отново срещу Сенши и успява да го тушира в оспорван мач за титлата с вътрешна люлка, ставайки втория човек държал Х титлата повече от два пъти, след AJ Стайлс. Царуването му обаче е кратко, и на 2 ноември 2006 г., той губи титлата от самия Стайлс в издание на iMPACT!.
След мача между двамата, Сейбин показва знаци на heel, ставайки несериозен в мачовете си и непокорен пред пионера на Х дивизията – Джери Лин. Сейбин окончава обрата си в heel, отказвайки да помогне на Сонджей Дът по време на нападение на Самоа Джо. Сейбин предизвиква Кристофър Даниелс за Х титлата на Genesis 2006, но не успява да го победи. След като печели троен мач срещу бившите си приятели Дът и Литал, той отново става #1 претендент за Х титлата, но за пореден път губи от Даниелс на Turning Point 2006.

#### 2007 – 2008
На Final Resolution 2007, Сейбин най-сетне печели Х титлата в троен мач срещу шампиона Даниелс и завърналия се в ринга Джери Лин. Сейбин започва вражда с Лин за титлата и го побеждава на Against All Odds 2007, използвайки помощта на въжетата. На  Destination X, Сейбин побеждава Лин в мач с 2/3 победи. След мача обаче, маскиран мъж (който се оказва Кристофър Даниелс) напада и двамата.
На 12 април е обявено, че Крис Сейбин трябва да се изправи срещу Алекс Шели, Сонджей Дът, Джей Литал и Shark Boy на Lockdown 2007 в Six Sides of Steel Xscape мач (мач в стоманена клетка с елиминации). С помощта на Алекс Шели, Сейбин елиминира всички участници, освен Литал, който елиминира Шели, оставайки сам срещу шампиона. Сейбин успява да се измъкне от клетката, печелейки мача и запазвайки титлата си.
Следващата защита на Сейбин е на Sacrifice 2007, запазвайки срещу Сонджей Дът и Джей Литал в троен мач.
По това време, Сейбин и Алекс Шели формират отбор в TNA, известен като Motor City Machine Guns (или Murder City Machine Guns в Ring of Honor), тъй като и двамата са от Детройт (Моторния град).
Сейбин губи титлата си едва на Slammiversary 2007 от Джей Литал. Той получава реванш на епизод на iMPACT! в троен мач, включващ и Самоа Джо, но Джо печели мача и титлата.
След това Сейбин става редовен състезател в отборната дивизия с партньора си Шели. Двамата влизат в old school срещу new school враждата срещу Джери Лин и Боб Беклънд, защитавайки „новата школа“ на професионалната борба и побеждавайки съперниците си на Victory Road ‘07. Сейбин и Шели започват вражда и срещу Team 3D, в която стават babyfaces, спасявайки Х дивизията от непрекъснатите нападения на Team 3D. Те побеждават Team 3D в мач на Genesis 2007. На Turning Point 2007, Сейбин, Шели и Джей Литал влизат в мач с маси срещу Team 3D и Джони Дивайн, но губят мача.
На Final Resolution 2008, двата отбора влизат в Ultimate X мач, но Team 3D и Дивайн отново излизат победители, използвайки стълба в нарушение на неписаните правила на мача. На Aggainst All Odds 2008 се състои последния мач между отборите, този път в уличен бой, който определя съдбата на Х дивизията. Шели и Сейбин са извадени рано от мача, но Литал се справя сам и с тримата си съперници, туширайки Дивайн и спасявайки Х дивизията.

## Личен живот
Името на Сейбин идва от играта Final Fantasy VI, от героя Сейбин Рене Фигаро (Sabin Rene Figaro).
Сейбин и Шели правят поява и в шоуто на MTV – Made, помагайки на 14-годишно момче да стане от певец на професионален борец за 6 седмици.

## В кеча
- Коронни хватки и патенти
  - Cradle Shock (Самоанска забивка с ключ на краката)
  - Шок от бъдещето (Future Shock – Мозъкотрошач с ключ на краката) – 2003
  - Рохко DDT (Over Easy DDT – DDT от позиция на канадски гъботрошач)
  - Висящ ритник (Hesitation Dropkick – падащ ритник със забавяне във въздуха в опонент в позиция на дърво на обета)
  - Якуза ритник в опонент в ъгъла
  - Скок на съдбата (Leap of Faith – суисида без ръце)
  - Падащ Динамит (Diving Dynamite Leg Drop – крак-брадва от въжетата)
  - Торнадно DDT, понякога с енцугири на околни противници
  - Въртяща силова бомба
- С Алекс Шели
  - ASCS Rush (ритник в корема от Сейбин, следван от суперритник от Шели, следван от едновременно суперртиник (Шели) и енцугири (Сейбин))
  - Куршумна цел (Bullet Point – бейзболен ритник от Шели, следван от Висящ ритник от Сейбин в противник, вързан в дърво на обета)
  - Летящ ритник от Сейбин, допълнен с обърнато STO от Шели
  - Филия #2 от Шели, използващ ръцете на Сейбин за прехвърляне
  - Силова бомба от Сейбин върху коленете на Шели
  - Стерео ритници на двама противници
  - Едновременни подсечка (Сейбин) и бедрен ритник (Шели)
  - Лицетрошач (Шели), следван от резец (Сейбин)

- Мениджъри
  - AJ Перзентски
  - Трейси Брукс
  - Тринити
- Музика
  - Modern Oz – Дейл Оливър
  - Hail Sabin – Дейл Оливър (инструментал от Offbeat Bare Ass на 311)
  - 1967 – Дейл Оливър (с Алекс Шели)

## Титли и постижения
- All American Wrestling
  - AAW Tag Team шампион (1-кратен)

- All Japan Pro Wrestling
  - Победител в AJPW Junior League (2007)

- Blue Water Championship Wrestling
  - BWCW Cruiserweight шампион (1-кратен)

- Border City Wrestling
  - BCW Can-Am Television шампион (2-кратен)

- Full Impact Wrestling
  - FIW American Heavyweight шампион (1-кратен)

- Great Lakes All-Pro Wrestling
  - GLAPW Junior Heavyweight шампион (1-кратен)

- International Wrestling Cartel
  - IWC Super Indy шампион (1-кратен)
  - Победител в турнира IWC Super Indy (2004)

- Maryland Championship Wrestling
  - MCW Cruiserweight шампион (2-кратен)

- Maximum Pro Wrestling
  - MXPW Cruiserweight шампион (2-кратен)
  - MXPW Television шампион (1-кратен)

- Michigan Wrestling League
  - MWL Light Heavyweight шампион (1-кратен)

- National Wrestling Alliance|NWA Florida
  - Jeff Peterson Memorial Cup (2005)

- National Wrestling Alliance|NWA Great Lakes
  - NWA Great Lakes Heavyweight шампион (1-кратен)
  - NWA Great Lakes Junior Heavyweight шампион (1-кратен)

- Ontario Championship Wrestling
  - OCW Tag Team шампион (1-кратен)

- Pro Wrestling ZERO1-MAX
  - NWA International Lightweight Tag Team шампион (1-кратен) – с Алекс Шели

- Total Nonstop Action Wrestling
  - TNA световен шампион (1-кратен)
  - TNA X Division шампион (10-кратен)
  - TNA отборен шампион  (3-кратен) – с Алекс Шели
  - Победител в TNA Super X Cup (2003)
  - Победител в World X Cup 2004 и 2006, с Отбор САЩ/TNA

- World Wrestling All-Stars
  - WWA International Cruiserweight шампион (1-кратен)
- World Wrestling Entertainment
  - WWE отборен шампион (1-кратен) – с Алекс Шели

- Xtreme Intense Championship Wrestling
  - XICW Tag Team шампион (1-кратен) – с Истината Мартини